# Zlatan Ibrahimović
Zlatan Ibrahimović (* 3. říjen 1981 Malmö) je bývalý švédský fotbalový útočník a reprezentant bosensko-chorvatského původu, který hrál naposledy v italském klubu AC Milán. Narodil se v Malmö, kde také vyrostl a začal svou fotbalovou kariéru.
Je považován za jednoho z nejsilnějších a nejúplnějších hráčů na světě a také je jedním z nejlépe střílejících útočníků fotbalové historie. Účastnil se dvou MS (2002 a 2006) a čtyř ME (2004, 2008, 2012 a 2016). Během své kariéry vyhrál jedenáct titulů ve čtyřech různých evropských ligách a osmnáct domácích pohárů v pěti různých evropských soutěžích. V Evropských pohárech získal titul v EL v sezoně 2016/17. Dále byl členem vítězné sestavy na Mistrovství světa klubů (2009) a v Evropském superpoháru (2009).
Na individuální úrovni byl opakovaně nominován na cenu Fotbalista roku (FIFA) / Zlatý míč FIFA (6krát), Cena UEFA fotbalista roku (2), Zlatý míč / Zlatý míč FIFA (11), a získal ocenění Golden Foot v roce 2012 a také ocenění Ference Puskáse v roce 2013. Na domácí scéně byl při vyhlašování o Švédského fotbalistu roku vítězem 12krát. Na klubové scéně ve své kariéře vstřelil více než 500 gólů.
Zlatan je menšinovým vlastníkem (23,5%) švédského fotbalového klubu Hammarby IF.

## Klubová kariéra

### Malmö FF
V roce 1995, ve věku 13 let, byl zakoupen klubem ze svého rodného města Malmö. Dne 19. září 1999 debutoval ve švédské lize proti Halmstads BK. První branku vstřelil 30. října téhož roku do sítě klubu Västra Frölunda IF. V následující sezóně hrál ve druhé lize. Po roce se vrátil do první ligy. Než přestoupil do nizozemského klubu AFC Ajax, sehrál za švédský klub celkem 46 zápasů, v nichž vstřelil 17 branek.

### AFC Ajax
V roce 2001 byl koupen za 7,8 milionů Euro, což byl nejdražší nákup v historii klubu. První utkání sehrál 8. srpna 2001 v 3. předkole LM proti Celtic FC (1-3). S nizozemským klubem získal za tři sezóny dva tituly (2001/02 a 2003/04), jeden domácí pohár (2001/02) a jeden superpohár (Johan Cruijff Schaal 2002). V LM se nejdál dostal do čtvrtfinále v sezoně 2002/03. Dohromady sehrál 110 zápasů a vstřelil 48 branek.

### Juventus FC
Italský klub jej v létě 2004 koupil za 16 milionů Euro. Byl okamžitě umístěn do základní sestavy kvůli zraněním spoluhráče Trezegueta. Při svém debutu vstřelil branku proti Brescii. V lize za sezonu vstřelil 16 branek. S klubem získal titul, avšak po skandálu Calciopoli byl odebrán. V LM nevstřelil branku žádnou a dokráčel s klubem do čtvrtfinále.
Jeho druhá sezona byla méně úspěšná. Celkem za sezonu vstřelil 10 branek (7 v lize a 3 v první skupinové fázi LM). V LM s klubem opět došel do čtvrtfinále. S klubem dokráčel pro titul, jenže ten byl ihned odebrán pro korupci. S klubem za dvě sezony oficiálně nezískal žádnou trofej a po zařazení Juventusu do druhé ligy se s klubem rozloučil s vizitkou 92 zápasů a 26 branek.

### FC Inter Milán

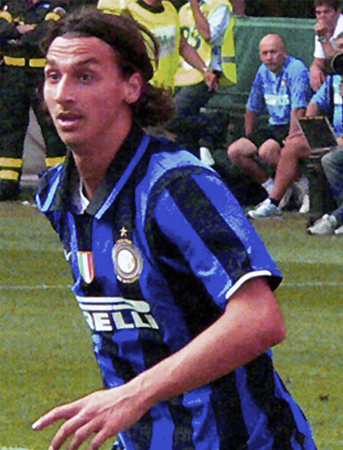
V Interu

Klub z Milána jej koupil za 24,8 milionů Euro. Svou anabázi v novém dresu načal vítězstvím Italského superpoháru. V lize klub získal titul s náskokem 22 bodů na druhý AS Řím. Sám Ibra během sezóny vstřelil 15 branek. V LM s klubem ztroskotal v osmifinále, kde Inter podlehl Valencii.
Následující dvě sezóny Inter Milán potvrzoval svou dominanci. Získal s Ibrou tituly (2007/08, 2008/09) a jeden domácí superpohár. V LM se ovšem týmu nedařilo. Nikdy se mu nepodařilo projít přes osmifinále.[zdroj?]
Pro Ibru byla sezona 2008/09 dosud nejlepší; stal se nejlepším střelcem ligy (25 branek). Celkově v tmavomodrém dresu strávil tři sezóny, nastoupil do 117 zápasů a vstřelil 66 branek.

### FC Barcelona

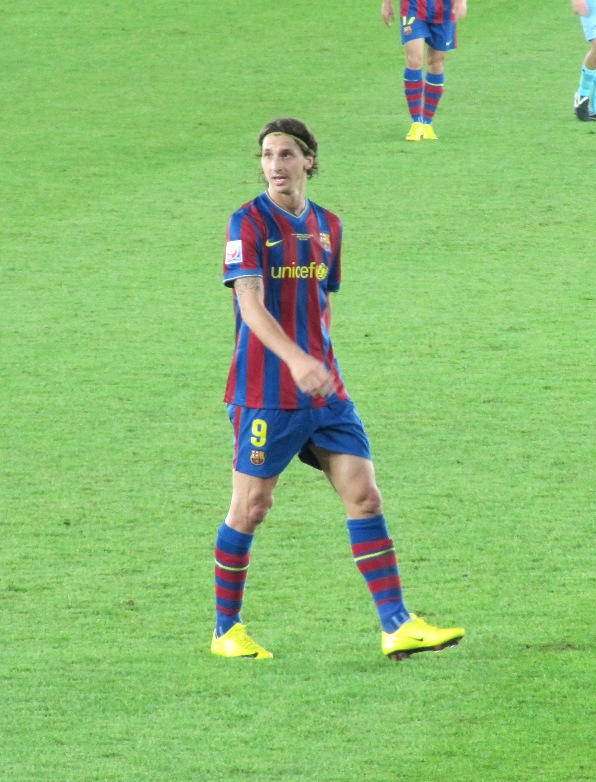
V dresu FC Barcelona

Dne 27. července 2009 odešel do španělského klubu FC Barcelona. Klub z Milána za něj utržil 49 milionů Euro a náhradu v podobě Samuela Eto'a v hodnotě 20 milionů Euro.
Svůj první zápas odehrál 23. srpna ve španělském Superpoháru, který skončil vítězstvím katalánského klubu. První sezona v klubu byla pro Ibru špatná. Měl konflikty s trenérem Guardiolou. I přesto s klubem vyhrál ligu, evropský Superpoháru a MS klubů. V LM postoupil do semifinále, kde prohrál s Interem. Před novou sezonou 2010/11 pomohl jednou vstřelenou brankou k vítězství ve španělském superpoháru. Následně klub opustil s bilancí 46 odehraných zápasů a 22 úspěšných zakončení. Jeho další destinace se opět nacházela v italském Miláně, nicméně nešlo o návrat k Černomodrým, nýbrž o angažmá u jejich rivala.

### AC Milán

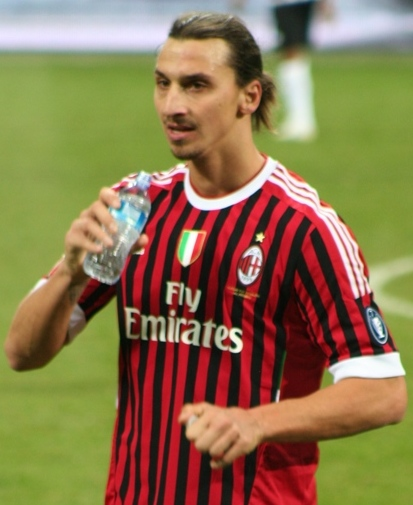
V AC Milán

Do AC Milán přestoupil 28. srpna 2010 nejprve na hostování s opcí za 6 milionů Euro + 24 milionů Euro za přestup. První zápas odehrál 11. září. Klub prohrál s Cesenou 0:2 a Ibra neproměnil penaltu. Dne 15. září vstřelil své první dvě branky do sítě AJ Auxerre v LM a klub vyhrál 2:0. V Milánském derby Derby della Madonnina rozhodl utkání jedinou vstřelenou brankou v zápase. Sezona skončila vítězstvím AC Milán v lize.
Klub následně uplatnil opci a Ibrahimović tak mohl v klubu zůstat natrvalo. S klubem neobhájil titul v lize, kde jej překonal Juventus FC o 4 body. I přesto se stal nejlepším střelcem sezony 2011/12 s 28 brankami. Stal se tak prvním hráčem, který vyhrál žebříček nejlepších ligových střelců se dvěma různými týmy ze stejného města. V LM se dostal nejdále v sezoně 2011/12 do čtvrtfinále, kde jej vyřadil klub FC Barcelona. Po skončení sezony se klub rozhodl ušetřit peníze a prodal Ibru i spoluhráče Thiaga Silvu do francouzského klubu Paris Saint-Germain. Za dvě sezony v dresu Rossoneri vstřelil celkem 56 branek za 85 zápasů.

### Paris St. Germain

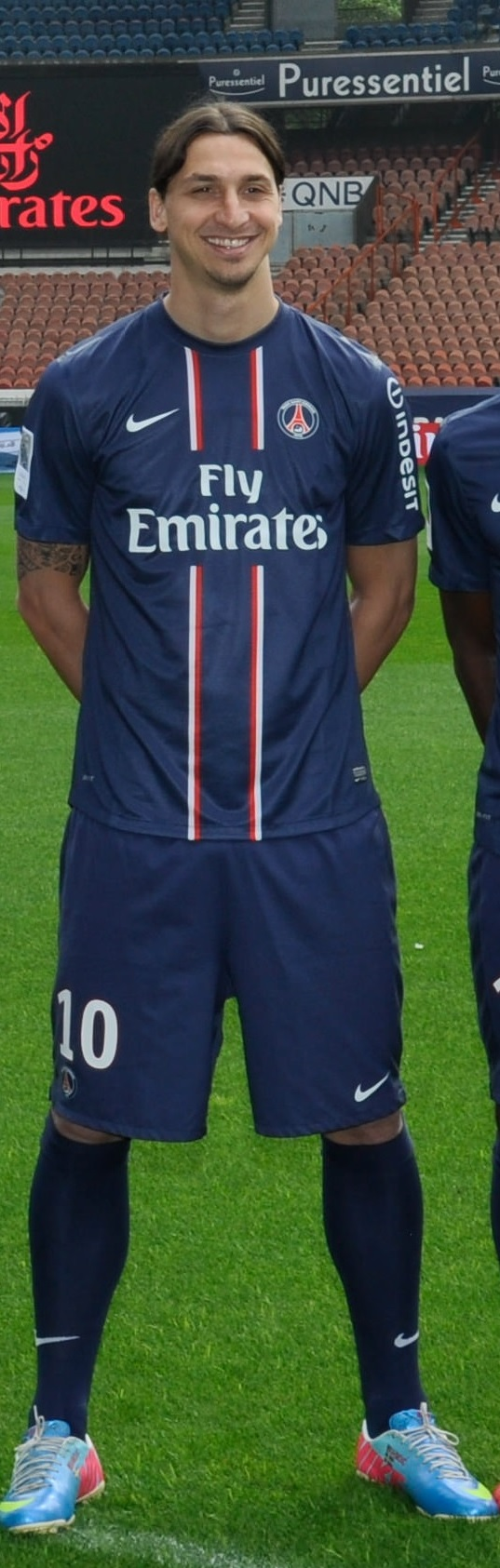
Hráč PSG

Klub jej koupil 18. července 2012 za 21 milionů Euro. Stal se tak nejdražším fotbalistou historie, kluby za něj celkově vydaly 168 milionů Euro.
Debutoval 11. srpna v zápase proti FC Lorient (2:2), kdy vstřelil obě branky. V LM vstřelil první branku hned při prvním utkání, a to 18. září proti Dynamu Kyjev. Díky této brance se Ibra stal prvním hráčem v historii soutěže, který vstřelil branku v šesti různých klubech (v chronologickém pořadí: Ajax, Juventus, Inter, Barcelona, Milán a Paris Saint-Germain). Nakonec v LM dokráčel s klubem do čtvrtfinále, kde jej vyřadil klub FC Barcelona. Ibra pomohl klubu 30 brankami (nejlepší střelec v lize) k vítězství ligy a byl vyhlášen nejlepším hráčem ligy.
Sezónu 2013/14 začal vítězstvím ve francouzském Superpoháru 2:1 proti Bordeaux. Velký zápas odehrál 23. října v LM na hřišti belgického klubu RSC Anderlecht. Zde pomohl čtyřmi brankami k vítězství 0:5, a stal se tak desátým hráčem, který vstřelil v zápase 4 branky. Další milník kariéry zaznamenal 27. listopadu, když nastoupil ke 100 zápasu v LM proti Olympiakosu (2:1). Sezónu zakončil vítězstvím ve Francouzském ligovém poháru. V tomto zápase ovšem nehrál. S Parisem získal i titul v lize. V LM končí ve čtvrtfinále, v němž je vyřazen anglickým klubem Chelsea FC. Na osobní úrovni dosáhl rekordu v podobě 41 branek v 46 zápasech, z toho 26 v lize, která mu vynesla druhý titul pro nejlepšího střelce. Kromě toho získal i ocenění pro nejlepšího hráče ligy.
Během třetí sezóny se zranil. I přesto dosáhl na několik týmových trofejí. S klubem získal Superpohár, titul v lize, Francouzský ligový pohár a Francouzský pohár. V LM končí ve čtvrtfinále, kde jeho tým opět podlehl Barceloně.
Na počátku následující sezóny PSG opět zvítězilo ve francouzském Superpoháru. Dne 4. října proti Olympique Marseille vstřelil 110. branku za pařížský celek, čímž překonal střelce Pauletu, a stal se tak nejlepším střelcem v historii klubu. Další klubový rekord překonal 4. prosince proti klubu OGC Nice (0:3), v němž vstřelil dvě branky s pořadovým číslem 86 a 87, díky čemuž se stal nejlepším střelcem v lize. O čtyři dny později se díky vstřelenému gólu v LM proti Šachtaru (2:0) [137] stal nejlepším střelcem Paris St. Germain také v Evropských pohárech. V LM skončil opět ve čtvrtfinále, kde jej vyřadil Manchester City FC. Sezonu ukončil vítězstvím v lize, Francouzském ligovém poháru a Francouzském poháru. Svůj osobní rekord překonal, když vstřelil celkově 50 branek v 51 zápasech, z toho 38 v lize. To mu vyneslo třetí titul pro nejlepšího střelce. Kromě toho získal potřetí i ocenění pro nejlepšího hráč ligy. Před posledním zápasem prohlásil Přišel jsem jako král a odejdu jako legenda. Za čtyři úspěšné sezony za klub Paris St. Germain nastoupil do 180 zápasů a vstřelil 156 branek.

### Manchester United FC

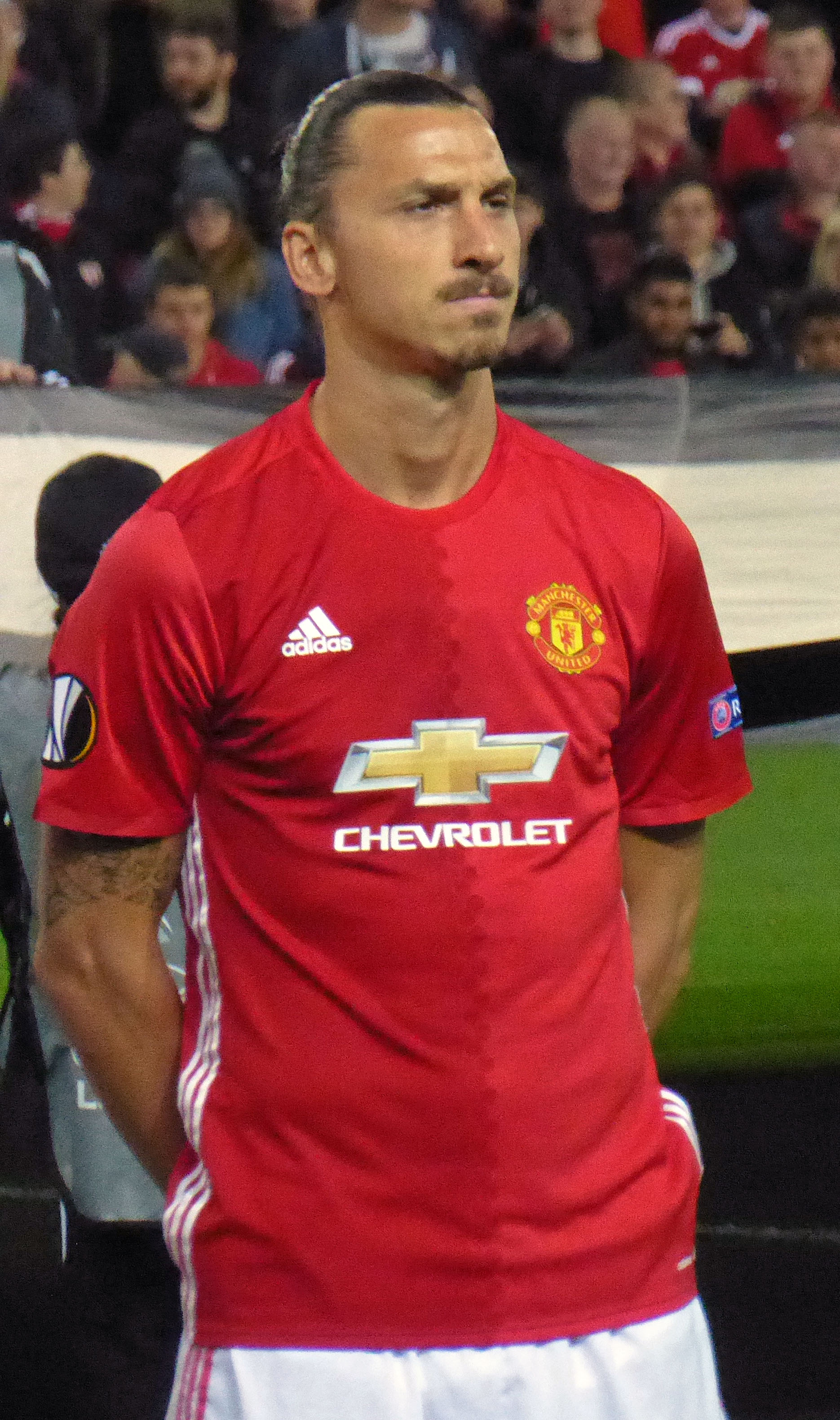
Hráč Manchesteru

Do anglického klubu přišel 1. července 2016 zadarmo, a to díky touze hrát pod trenérem Mourinhem. První zápas odehrál 7. srpna ve finále anglického Superpoháru proti Leicesteru (2:1), kdy vstřelil vítěznou branku. Dne 29. září při utkání EL proti Luhansku vstřelil branku již za sedmý klub. V lize zaznamenal 6. listopadu branku, jež byla gólem s pořadovým číslem 25 000 v Premier League. S klubem zvítězil v Domácím ligovém poháru. Dne 20. dubna se při utkání EL proti Anderlechtu ošklivě zranil a byl nucen ukončit sezonu. I přes jeho absenci se Rudým ďáblům podařilo zvítězit v EL. Po sezoně podepsal s klubem novou smlouvu.
Po svém zotavení odehrál první zápas 18. listopadu 2017, kdy nastoupil během závěrečných minut. Během jarní části seděl především na lavičce, a proto přemýšlel o odchodu do USA. Během své anglické cesty nastoupil do 53 zápasů a vstřelil 29 branek.

### Los Angeles Galaxy

LA Galaxy

Dne 23. března 2018 předčasně ukončil smlouvu s Manchester United FC a přestoupil do kalifornského Los Angeles Galaxy. Debut si odbyl v derby 31. března proti Los Angeles FC; nastoupil v 71. minutě za stavu 1:3. Dvěma brankami nakonec pomohl klubu zvítězit 4:3. První hattrick v MLS vstřelil 29. července proti Orlando City SC. Sezónu zakončil 22 brankami (2. místo v tabulce střelců) z 27 zápasů, ale v play-off skončil již v prvním kole.
Na konci prosince roku 2018 podepsal novou smlouvu a stal se kapitánem družstva. Ve druhé sezóně vstřelil v lize 30 branek během 29 zápasů, čímž přispěl k dosažení pátého místa v Západní konferenci a následné kvalifikaci do play-off. Vypadl ve čtvrtfinále vinou zápasu proti městským rivalům Los Angeles FC. Dne 13. listopadu 2019 sdělil klub i hráč, že v týmu končí, a tak Ibrova bilance 58 zápasů a 53 branek byla konečná.

### Zpět v AC Milán
Dne 27. prosince 2019 oficiálně přestoupil. Podepsal šestiměsíční smlouvu s možností prodloužení o rok. Ibra se rozhodl nosit na dresu číslo 21. Debutoval 6. ledna 2020 proti UC Sampdoria (0:0). O pět dní později vstřelil svůj první gól proti Cagliari Calcio.
V září 2020 u něj byla, v rámci testování před kvalifikačním zápasem Evropské ligy proti FK Bodø/Glimt, potvrzena nákaza nemocí covid-19.
Dva Ibrahimovićovy góly pomohly 7. února 2021 k domácí výhře 4:0 nad Crotone (21. kolo), čímž se AC Milán vrátil do čela tabulky. První z gólů střelou do tzv. „šibenice“ dosáhl švédský útočník na 500 gólů v klubové kariéře.

### Konec kariéry
Dne 4. června 2023 bylo oznámeno, že AC Milán s ním smlouvu už neprodlouží a ve stejný den pro něj klub uspořádal rozlučku na stadionu San Siro. Ve stejný den Zlatan oznámil konec hráčské kariéry.

### Přestupy
- z Malmö FF do AFC Ajax za 7 800 000 Euro
- z AFC Ajax do Juventus FC za 16 000 000 Euro
- z Juventusu Turín do Interu Milán za 24 800 000 Euro
- z FC Inter Milán do FC Barcelona za 69 500 000 Euro
- z FC Barcelona do AC Milán za 6 000 000 Euro (hostování na 1 rok)
- z FC Barcelona do AC Milán za 24 000 000 Euro
- z AC Milán do Paris Saint-Germain FC za 21 000 000 Euro
- z Paris St. Germain do Manchester United FC zadarmo
- z Manchester United FC do Los Angeles Galaxy zadarmo
- z Los Angeles Galaxy do AC Milán zadarmo

## Reprezentační kariéra
Vzhledem ke svému původu mohl reprezentovat Bosnu a Hercegovinu, Chorvatsko nebo Švédsko. Rozhodl se pro Švédsko, zemi, v níž se narodil a vyrůstal.
V A-týmu Švédska debutoval 31. 1. 2001 v zápase proti reprezentaci Faerských ostrovů (remíza 0:0).
Zúčastnil se MS 2002 v Koreji a Japonsku, EURA 2004 v Portugalsku, MS 2006 v Německu, EURA 2008 v Rakousku a Švýcarsku a EURA 2012 v Polsku a na Ukrajině.
10. září 2013 vstřelil již v první minutě vítězný gól v kvalifikačním utkání proti domácímu Kazachstánu, Švédsko zvítězilo 1:0 a zůstalo v boji o první místo v základní skupině C zajišťující přímý postup na Mistrovství světa 2014 v Brazílii.
19. listopadu 2013 vstřelil dva góly v odvetném barážovém utkání proti hostujícímu Portugalsku, Švédsko ale podlehlo soupeři 2:3 a postup na Mistrovství světa ve fotbale 2014 v Brazílii týmu unikl (první barážový zápas Švédové prohráli v Portugalsku 0:1). Jeho zdatným protivníkem byl v dresu soupeře Cristiano Ronaldo, který vsítil v tomto barážovém zápase všechny čtyři góly jihoevropského celku. Média totiž střetnutí těchto dvou týmů popisovala jako souboj mezi Ronaldem a Ibrahimovićem.

### Návrat do národního týmu
V listopadu 2020 Ibrahimović v novinovém rozhovoru znovu naznačil možnost návratu do Švédské fotbalové reprezentace, což přimělo švédského manažera Janne Anderssona, aby s ním letěl do Milána, aby s ním tuto záležitost projednal. Dne 15. března 2021 Andersson zahrnoval Ibrahimoviće do švédského kádru kvalifikací na mistrovství světa ve fotbale 2022 proti Kosovu a Gruzii, čímž oficiálně potvrdil svůj návrat do národního týmu téměř pět let po svém počátečním koncem reprezentační kariéry. Ibrahimović na oznámení odpověděl pouhým tweetem „Návrat boha“. Dne 25. března zahájil domácí vítězství 1:0 proti Gruzii a poskytl asistenci Viktoru Claessonovi, stal se tak nejstarším mužem v historii, který bude hrát za Švédsko. Poté pomohl úvodnímu gólu Ludwiga Augustinssona v následujícím vítězství 3:0 proti Kosovu, poté byl v 67. minutě vystřídán.
Dne 15. května 2021, několik dní před tím, než Švédsko oznámilo svoji nominaci hráčů na EURO 2020, Andersson potvrdil, že Ibrahimović nebude do týmu zařazen kvůli zranění kolena, které utrpěl při zápase s Milánem.
Dne 24. března 2023 Zlatan odehrál svůj poslední zápas za Švédsko v zápase proti Belgii na kvalifikaci EURO 2024, kde v 73. minutě vystřídal Isaka. Ale i přesto Švédsko prohrálo zápas s Belgii 0:3.

## Statistiky
| Sezóna               | Klub                 | Liga                 | Liga   | Liga | Ligové poháry | Ligové poháry | Ligové poháry | Kontinentální poháry | Kontinentální poháry | Kontinentální poháry | Celkem | Celkem |
| Sezóna               | Klub                 | Soutěž               | Zápasy | Góly | Soutěž        | Zápasy        | Góly          | Soutěž               | Zápasy               | Góly                 | Zápasy | Góly   |
| -------------------- | -------------------- | -------------------- | ------ | ---- | ------------- | ------------- | ------------- | -------------------- | -------------------- | -------------------- | ------ | ------ |
| 1999                 | Malmö                | Fotbollsallsvenskan  | 6      | 1    | ŠP            | 0             | 0             | -                    | 0                    | 0                    | 6      | 1      |
| 2000                 | Malmö                | Superettan           | 26     | 12   | ŠP            | 2             | 1             | -                    | 0                    | 0                    | 28     | 13     |
| 2001                 | Malmö                | Fotbollsallsvenskan  | 8      | 3    | ŠP            | 4             | 0             | -                    | 0                    | 0                    | 12     | 3      |
| Celkem za Malmö      | Celkem za Malmö      | Celkem za Malmö      | 40     | 16   | -             | 7             | 2             | -                    | 0                    | 0                    | 47     | 18     |
| 2001/02              | Ajax                 | Eredivisie           | 24     | 6    | NP            | 3             | 1             | LM+UEFA              | 2+4                  | 0+2                  | 33     | 9      |
| 2002/03              | Ajax                 | Eredivisie           | 25     | 13   | NP+NS         | 3+1           | 3+0           | LM                   | 13                   | 5                    | 42     | 21     |
| 2003/04              | Ajax                 | Eredivisie           | 22     | 13   | NP            | 1             | 0             | LM                   | 8                    | 2                    | 31     | 15     |
| 2004                 | Ajax                 | Eredivisie           | 3      | 3    | NP+NS         | 0+1           | 0+0           | -                    | 0                    | 0                    | 4      | 3      |
| Celkem za Ajax       | Celkem za Ajax       | Celkem za Ajax       | 74     | 35   | -             | 9             | 4             | -                    | 27                   | 9                    | 110    | 48     |
| 2004/05              | Juventus             | Serie A              | 35     | 16   | IP            | 0             | 0             | LM                   | 10                   | 0                    | 45     | 16     |
| 2005/06              | Juventus             | Serie A              | 35     | 7    | IP+IS         | 2+1           | 0+0           | LM                   | 9                    | 3                    | 47     | 10     |
| Celkem za Juventus   | Celkem za Juventus   | Celkem za Juventus   | 70     | 23   | -             | 3             | 0             | -                    | 19                   | 3                    | 92     | 26     |
| 2006/07              | Inter                | Serie A              | 27     | 15   | IP+IS         | 1+1           | 0+0           | LM                   | 7                    | 0                    | 36     | 15     |
| 2007/08              | Inter                | Serie A              | 26     | 17   | IP+IS         | 0+1           | 0+0           | LM                   | 7                    | 5                    | 34     | 22     |
| 2008/09              | Inter                | Serie A              | 35     | 25   | IP+IS         | 3+1           | 3+0           | LM                   | 8                    | 1                    | 47     | 29     |
| Celkem za Inter      | Celkem za Inter      | Celkem za Inter      | 88     | 57   | -             | 7             | 3             | -                    | 22                   | 6                    | 117    | 66     |
| 2009/10              | Barcelona            | Primera División     | 29     | 16   | ŠP+ŠS         | 2+1           | 1+0           | LM+ES+MSK            | 10+1+2               | 4+0+0                | 45     | 21     |
| 2010                 | Barcelona            | Primera División     | 0      | 0    | ŠP+ŠS         | 0+1           | 0+1           | -                    | 0                    | 0                    | 1      | 1      |
| Celkem za Barcelonu  | Celkem za Barcelonu  | Celkem za Barcelonu  | 29     | 6    | -             | 7             | 2             | -                    | 10                   | 4                    | 46     | 22     |
| 2010/11              | Milán                | Serie A              | 29     | 14   | IP            | 4             | 3             | LM                   | 8                    | 4                    | 41     | 21     |
| 2011/12              | Milán                | Serie A              | 32     | 28   | IP+IS         | 3+1           | 1+1           | LM                   | 8                    | 5                    | 44     | 35     |
| 2012/13              | PSG                  | Ligue 1              | 34     | 30   | FP+FLP        | 2+1           | 2+0           | LM                   | 9                    | 3                    | 46     | 35     |
| 2013/14              | PSG                  | Ligue 1              | 33     | 26   | FP+FLP+FS     | 2+2+1         | 3+2+0         | LM                   | 8                    | 10                   | 46     | 41     |
| 2014/15              | PSG                  | Ligue 1              | 24     | 19   | FP+FLP+FS     | 3+3+1         | 4+3+2         | LM                   | 6                    | 2                    | 37     | 30     |
| 2015/16              | PSG                  | Ligue 1              | 31     | 38   | FP+FLP+FS     | 6+3+1         | 7+0+0         | LM                   | 10                   | 5                    | 51     | 50     |
| Celkem za PSG        | Celkem za PSG        | Celkem za PSG        | 122    | 113  | -             | 25            | 23            | -                    | 33                   | 20                   | 180    | 156    |
| 2016/17              | Manchester United    | Premier League       | 28     | 17   | FA Cup+ALP+AS | 1+5+1         | 1+4+1         | EL                   | 11                   | 5                    | 46     | 28     |
| 2017/18              | Manchester United    | Premier League       | 5      | 0    | FA Cup+ALP    | 0+1           | 0+1           | LM+ES                | 1+0                  | 0+0                  | 7      | 1      |
| Celkem za Manchester | Celkem za Manchester | Celkem za Manchester | 33     | 17   | -             | 8             | 7             | -                    | 12                   | 5                    | 53     | 29     |
| 2018                 | LA Galaxy            | MLS                  | 27     | 22   | AP            | 0             | 0             | -                    | 0                    | 0                    | 27     | 22     |
| 2019                 | LA Galaxy            | MLS                  | 31     | 31   | AP            | 0             | 0             | -                    | 0                    | 0                    | 31     | 31     |
| Celkem za LA Galaxy  | Celkem za LA Galaxy  | Celkem za LA Galaxy  | 58     | 53   | -             | 0             | 0             | -                    | 0                    | 0                    | 58     | 53     |
| 2020                 | Milán                | Serie A              | 18     | 10   | IP            | 2             | 1             | -                    | 0                    | 0                    | 20     | 11     |
| 2020/21              | Milán                | Serie A              | 19     | 15   | IP            | 2             | 1             | EL                   | 6                    | 1                    | 27     | 17     |
| 2021/22              | Milán                | Serie A              | 23     | 8    | IP            | 0             | 0             | LM                   | 4                    | 0                    | 27     | 8      |
| 2022/23              | Milán                | Serie A              | 4      | 1    | IP+IS         | 0+0           | 0+0           | LM                   | 0                    | 0                    | 4      | 1      |
| Celkem za Milán      | Celkem za Milán      | Celkem za Milán      | 125    | 76   | -             | 12            | 7             | -                    | 26                   | 10                   | 163    | 93     |
| Celkově              | Celkově              | Celkově              | 639    | 406  | -             | 74            | 47            | -                    | 149                  | 57                   | 866    | 511    |

## Úspěchy

### Klubové
- 2× vítěz nizozemské ligy (2001/02, 2003/04)
- 5× vítěz italské ligy (2006/07, 2007/08, 2008/09, 2010/11, 2021/22)
- 1× vítěz španělské ligy (2009/10)
- 4× vítěz francouzské ligy (2012/13, 2013/14, 2014/15, 2015/16)
- 1× vítěz nizozemského poháru (2001/02)
- 2× vítěz francouzského poháru (2014/15, 2015/16)
- 3× vítěz francouzského ligového poháru (2013/14, 2014/15, 2015/16)
- 1× vítěz anglického ligového poháru (2016/17)
- 1× vítěz nizozemského superpoháru (2002)
- 3× vítěz italského superpoháru (2006, 2008, 2011)
- 2× vítěz španělského superpoháru (2009, 2010)
- 3× vítěz francouzského superpoháru (2013, 2014, 2014)
- 1× vítěz anglického superpoháru (2016)
- 1× vítěz Evropské ligy UEFA (2016/17)
- 1× vítěz Superpoháru UEFA (2009)
- 1× vítěz mistrovství světa klubů (2009)

### Reprezentační
- 2× na MS (2002, 2006)
- 4× na ME (2004, 2008, 2012, 2016)

### Individuální

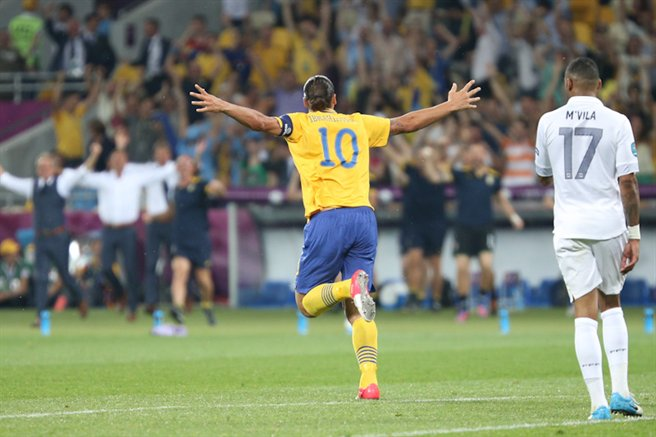
Zlatan Ibrahimović oslavuje gól na turnaji EURO 2012

- 12× Nejlepší fotbalista Švédska - (2005, 2007, 2008, 2009, 2010, 2011, 2012, 2013, 2014, 2015, 2016, 2020)[62][63]
- 2× nejlepší střelec italské ligy (2008/09, 2011/12)
- 3× nejlepší střelec francouzské ligy (2012/13, 2013/14, 2015/16)
- 3× nejlepší fotbalista italské ligy (2007/08, 2008/09, 2010/11)
- 3× nejlepší fotbalista francouzské ligy (2012/13, 2013/14, 2015/16)
- 1× nejlepší fotbalista americké ligy (2018)
- 3× nejlepší zahraniční fotbalista italské ligy (2005, 2008, 2009)
- 2× Tým roku Serie A – 2010/11,[64] 2011/12[65]
- 4× Tým roku Ligue 1 podle UNFP – 2012/13,[66] 2013/14,[67] 2014/15,[68] 2015/16[69]
- 1× Světová jedenáctka FIFA FIFPro – 2013[70]
- 1× All Stars Team americké ligy (2018)
- 4× All Stars Team UEFA (2007, 2009, 2013, 2014)
- 4× All Stars Team ESM (2006/07, 2007/08, 2012/13, 2013/14)
- 1× All Stars Team LM (2013/14)
- 1× All Stars Team EL (2016/17)
- 1× FIFA Puskás Award (2013)[71]
- 4× sportovec Švédska (2008, 2010, 2013, 2015)